# 钱燕文
钱燕文（1923年6月16日—2012年1月29日），浙江海宁人，出生于北京。中国鸟类科学家。

## 生平
早年毕业于上海复旦大学生物系，后供职于农林部水产实验所。1951年，进入中国科学院动物标本整理委员会，担任研究员。曾任中国科学院动物研究所研究室副主任、副所长，长期从事鸟类学研究。

## 著作
- 《鸟类野外工作手册》（1959年，科学出版社）
- 《新疆南部的鸟兽》（1956年，科学出版社）
- 《珠穆朗玛峰鸟类调查报告》（1974年，科学出版社）
- 《中国鸟类图鉴》（1995年，河南科学技术出版社）
- 《中国动物学发展史》（2004年，东北林业大学出版社）